# Dolichoderus oviformis
Dolichoderus oviformis es una especie extinta de hormiga del género Dolichoderus, subfamilia Dolichoderinae. Fue descrita científicamente por Théobald en 1937.
Habitó en Francia y Alemania. Fue encontrado en Kleinkems, en el estado de Baden-Wurtemberg.